# Dzenzelivka, Mankivka
Dzenzelivka (în ucraineană Дзензелівка) este o comună în raionul Mankivka, regiunea Cerkasî, Ucraina, formată numai din satul de reședință.

## Demografie
Componența lingvistică a comunei Dzenzelivka
     Ucraineană (97,75%)
     Rusă (2,02%)
     Alte limbi (0,12%)
Conform recensământului din 2001, majoritatea populației comunei Dzenzelivka era vorbitoare de ucraineană (97,75%), existând în minoritate și vorbitori de rusă (2,02%).